# 伊藤一尋
伊藤 一尋（いとう かずひろ、1955年（昭和30年） - ）は、日本のテレビプロデューサー・ディレクター。元TBSテレビ社員。岐阜県出身。妻は脚本家の小松江里子。

## 来歴
岐阜県立岐阜高等学校を経て東京大学工学部を卒業後、TBSに入社。先輩である八木康夫の下で修行をし、演出等を手掛ける。1993年『高校教師（1993年版）』を手がけ大ヒットさせ、その後も多くのヒット作品をプロデュースする。
定年まではテレパックに出向していた。2010年11月から断続的に放送されているフジテレビ系列昼帯ドラマシリーズ『花嫁のれん』（東海テレビ共同制作）で、TBS系以外のドラマを初めてプロデュースしている。なおこの作品の原作・脚本を担当しているのは妻の小松である。
2015年7月末を以てTBSテレビを定年退職した。
定年退職後、東放学園専門学校でドラマ制作の講師を務め、若い世代の育成に尽力した。

## 作風
先進奇抜な設定にこだわり、更に曲者のキャラクターを登場させるなどが多い。更に洋楽や懐メロに造詣が深く手がけたドラマでも主題歌や挿入歌に起用したり、また岡本真夜ら新人歌手をドラマで主題歌に起用し、大ヒットに導くなど最先端な工夫をこらしている。他にも新人俳優の起用には積極的で、伊藤がプロデュースした作品が出世作となった役者も多い。また妻の小松江里子と野島伸司脚本や堂本剛出演の作品を手掛ける事も多い。

## 手がけた作品

### プロデュース

#### TBS

##### 連続ドラマ
- 子供が見てるでしょ!
- オヨビでない奴!（演出兼任）
- 痛快!ロックンロール通り
- パパは年中苦労する（演出兼任）
- ママはアイドル
- 若奥さまは腕まくり!
- 卒業
- 予備校ブギ （演出兼任）
- 東京エレベーターガール（初単独プロデュース作品）
- 高校教師（1993年版と2003年版）
- いつも心に太陽を
- 人間・失格〜たとえばぼくが死んだら[1]
- セカンド・チャンス[1]
- 未成年[1]
- 若葉のころ
- 友達の恋人
- 聖者の行進
- 青の時代
- ママチャリ刑事
- to Heart 〜恋して死にたい〜
- 美しい人
- Summer Snow
- ストロベリー・オンザ・ショートケーキ
- ガッコの先生
- ママの遺伝子
- 元カレ
- バツ彼
- ブラザー☆ビート
- おいしいプロポーズ
- ラブシャッフル

##### 単発ドラマ
- 知りすぎた男
- 東京フリーマーケット
- スターライト・キッズ　新・北斗七星伝説
- 自主退学
- 代議士秘書の犯罪
- 不連続爆破事件
- パパはニュースキャスター スペシャル1994年版
- 帰ってきたセカンド・チャンス

#### テレパック
- 花嫁のれん（東海テレビ放送・テレパック制作、FNS系列にて放送）
  - 第1シリーズ（2010年11月1日 - 12月29日）
  - 第2シリーズ（2011年10月31日 - 12月29日）
  - 第3シリーズ（2014年1月6日 - 3月28日）
  - 第4シリーズ（2015年1月5日 - 3月27日）

### 演出

#### TBS
連続ドラマ
- うちの子にかぎって…パート2
- 痛快!OL通り
- パパはニュースキャスター
- ママはアイドル!
- 痛快!ロックンロール通り

単発ドラマ
- うちの子にかぎって…スペシャル(1)・(2)
- パパはニュースキャスター スペシャルIII

## 関係人物
| TBS関係 - 鴨下信一 - 八木康夫 | 脚本家 - 伴一彦 - 小松江里子 - 野島伸司 | 音楽家 - 千住明 - 長谷部徹 | 出演者 - KinKi Kids - 赤井英和 - 田村正和 - 斎藤洋介 - 田中美佐子 - 桜井幸子 - 安藤政信 - 吉沢悠 - 小橋賢児 - 上脇結友 - 角野卓造 - 原日出子 |